# Linia kolejowa Knappenrode – Sornoer Buden
Linia kolejowa Knappenrode – Sornoer Buden – zelektryfikowana linia kolejowa przebiegająca przez teren krajów związkowych Brandenburgia i Saksonia, w Niemczech. Łączy posterunek odgałęźny Knappenrode na linii Węgliniec – Roßlau z posterunkiem Sornoer Buden na linii Großenhain – Cottbus.